# Vieux-Château
Vieux-Château ist eine französische Gemeinde mit 100 Einwohnern (Stand 1. Januar 2022) im Département Côte-d’Or in der Region Bourgogne-Franche-Comté (vor 2016: Burgund). Die Gemeinde gehört zum Arrondissement Montbard und zum Kanton Semur-en-Auxois.
Die Einwohner werden Véticastriens und Véticastriennes genannt.
Der Name der Gemeinde erhielt den Namen von der ehemaligen Burg, der aus dem lateinischen vetus castrum (deutsch alte Burg) stammt. Das Dorf wurde bereits unter diesem Namen im Jahre 1140 in den Archiven des Bistums Langres erwähnt. Während der Französischen Revolution erschien der Name zu sehr an die Epoche des Feudalismus mit seiner Tyrannei zu erinnern. Deshalb erhielt die Gemeinde den neuen Namen Laure-sur-Serein, der bis 1813 in den Gemeindeakten beibehalten wurde. Am 9. Mai 1813 wurde der in der Volkssprache nie angenommene Name wieder offiziell durch den früheren Namen Vieux-Château ersetzt.

## Geographie
Vieux-Château liegt circa 15 Kilometer westlich von Semur-en-Auxois in der Région naturelle Auxois an der westlichen Grenze zum benachbarten Département Yonne.
Umgeben wird Vieux-Château von den sechs Nachbargemeinden:
| Sauvigny-le-Beuréal (Département Yonne) | Toutry                                      | Époisses      |
| Sainte-Magnance (Département Yonne)     | Kompassrose, die auf Nachbargemeinden zeigt | Montberthault |
|                                         | Sincey-lès-Rouvray                          |               |

Vieux-Château liegt im Einzugsgebiet des Flusses Seine. Der Serein, ein Nebenfluss der Yonne, durchquert das Gebiet der Gemeinde zusammen mit seinen Nebenflüssen, dem Ruisseau du Pontot und dem Ruisseau des Bas.

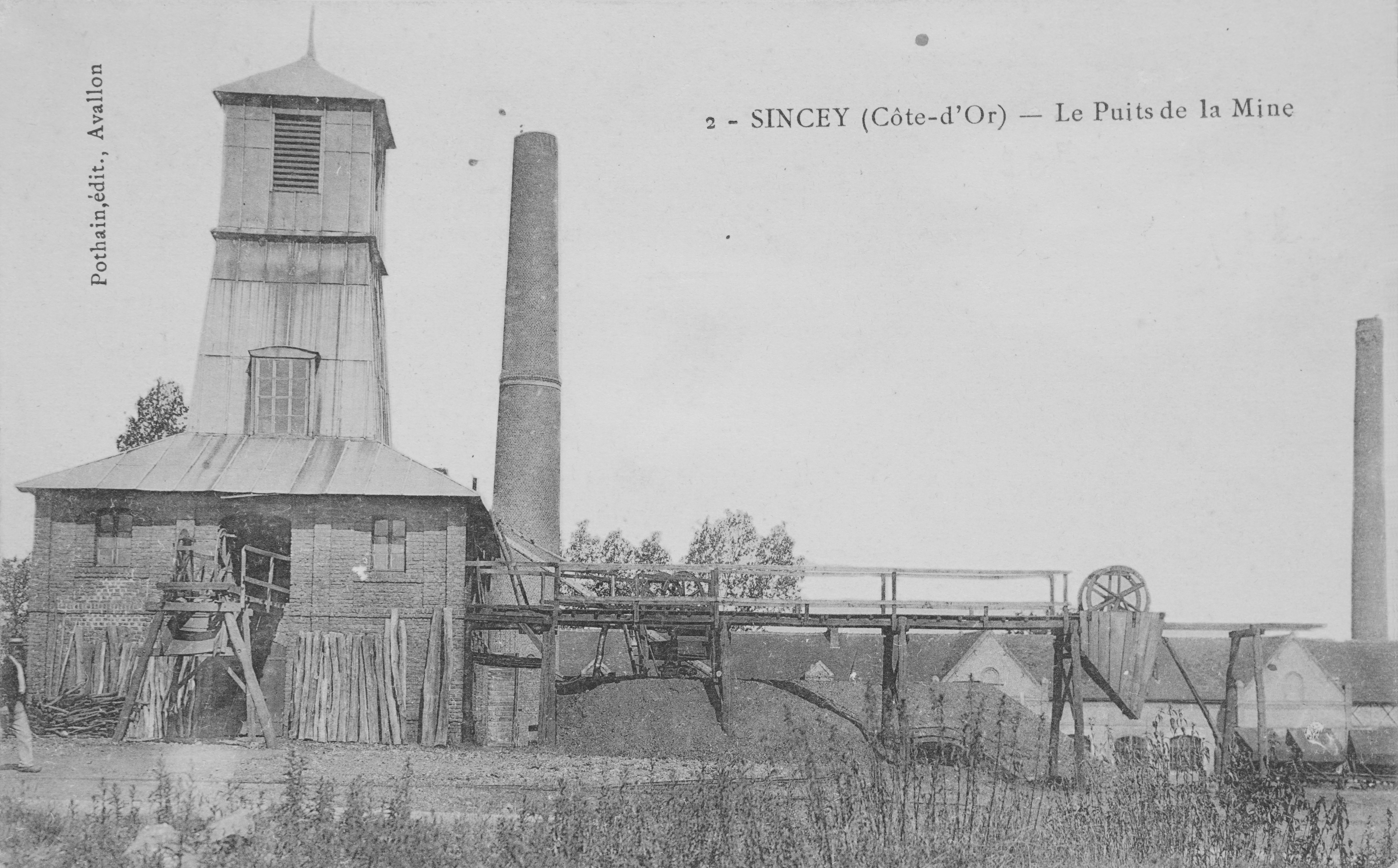
Bergwerk in Sincey

## Geschichte
Gemäß dem Dekret vom 31. Juli 1887 erhielt Eugène Soyez die Konzession über Minen zur Gewinnung von Anthrazit auf dem Gebiet mehrerer Gemeinden rund um Sincey, so auch in Vieux-Château.

## Einwohnerentwicklung
Nach Beginn der Aufzeichnungen stieg die Einwohnerzahl bis zur ersten Hälfte des 19. Jahrhunderts auf einen Höchststand von rund 345. In der Folgezeit sank die Größe der Gemeinde insbesondere mit dem Beginn des 20. Jahrhunderts. Dieser Abwärtstrend hält bis heute an.
| Jahr                       | 1962 | 1968 | 1975 | 1982 | 1990 | 1999 | 2006 | 2011 | 2022 |
| -------------------------- | ---- | ---- | ---- | ---- | ---- | ---- | ---- | ---- | ---- |
| Einwohner                  | 131  | 159  | 95   | 98   | 93   | 103  | 100  | 94   | 100  |
| Quellen: Cassini und INSEE |      |      |      |      |      |      |      |      |      |

## Sehenswürdigkeiten

### Pfarrkirche Saint-Laurent
Sie ist ganz aus rosa Granit errichtet. Der größte Teil des Gebäudes. das Querschiff, die Apsis, der Chor und das Eingangsportal, stammen aus dem 12. Jahrhundert.
Zwei Ausstattungsgegenstände der Kirche sind als Monument historique der beweglichen Güter klassifiziert oder eingeschrieben. Es handelt sich um zwei Gemälde aus dem 17. Jahrhundert mit der Darstellung Marias mit Jesuskind und Johannes dem Täufer sowie der Kreuzigung Jesu.

### Felsen Sainte-Catherine
Nur wenige hundert Meter von den letzten Häusern des Dorfes entfernt, befindet sich ein rosa Granitfelsen in einer Gegend, die ansonsten von Kalkstein besetzt ist. Er lädt zum Klettersport ein. Auf seinem Gipfel befindet sich eine kleine Statue mit der Darstellung einer Frau mit einem Kind. Sie verweist auf die Legende, nach der die heilige Katherina auf der Flucht vor Barbaren sich hier vom Felsen in die Tiefe gestürzt und sich dabei tödlich verletzt haben soll.

## Wirtschaft und Infrastruktur

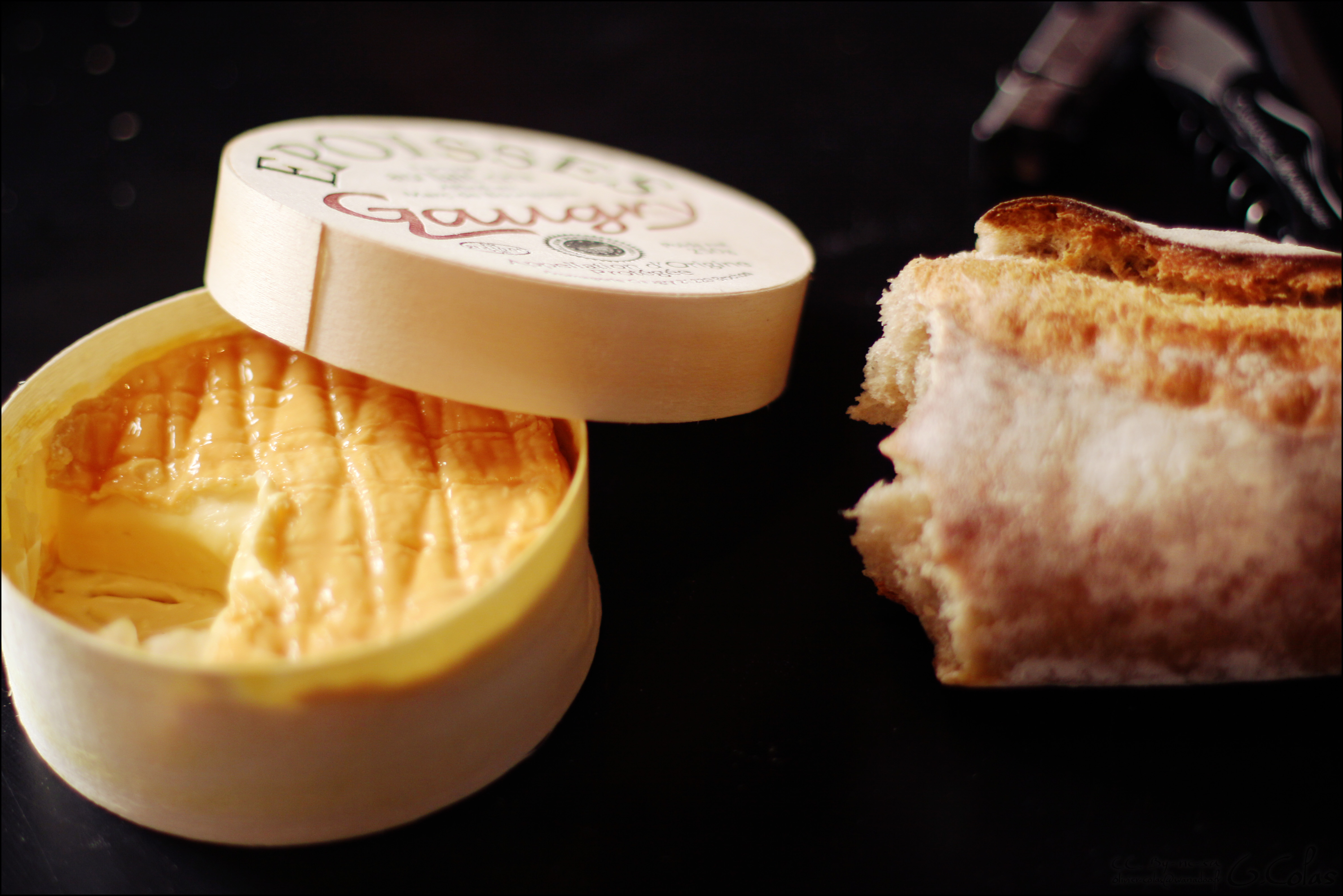
Époisses-Käse in seiner Holzschachtel

Vieux-Château liegt in der Zone AOC des Époisses, eines Weichkäses aus Kuhmilch.

### Verkehr
Vieux-Château ist erreichbar über die Route départementale 4C.
Die Autoroute A6, genannt Autoroute du Soleil, durchquert einen kleinen Teil des Gemeindegebiets, allerdings ohne direkte Ausfahrt zum Ort. Die am nächsten gelegene Ausfahrt 23 ist circa 20 Kilometer entfernt und bedient den Hauptort des Kantons, Semur-en-Auxois.